# 76号加利福尼亚州州道
76號加利福尼亞州州道（英語：California State Route 76，簡稱SR 76）是美國加利福尼亞州聖迭戈縣的一條州级公路，全长84.2千米。